# Marguerite Coppin
Marguerite Aimee Rosine Coppin (Bruselas, 2 de febrero de 1867-1931) fue una novelista y poeta belga. Fue una feminista pionera en la emancipación femenina y la igualdad de derechos para las mujeres. La compararon con las activistas por los derechos de las mujeres Amelia Bloomer y Emmeline Pankhurst.

## Biografía
Coppin era hija de Charles-Henri Coppin, comerciante de encajes, nacido en Wijtschate (Flandes Occidental) y de Marie Lehaut, nacida cerca de Lille.
Estudió con Isabelle Gatti de Gamond y siguió a su maestra en el activismo por los derechos de las mujeres.
Se convirtió en maestra y en 1891 ofreció sus servicios a una familia rica en Austria. Posteriormente, se fue a vivir a Brujas con su madre, donde permanecieron hasta el estallido de la Primera Guerra Mundial en 1914. Enseñó francés a los residentes ingleses.
Sus primeras novelas se publicaron de forma anónima. La primera, Iniciación, se publicó como folletín en La Revue de Belgique, un periódico liberal, influenciado por la masonería y el librepensamiento .
Su novela Hors sexe provocó un escándalo. El trabajo fue incautado por el fiscal y Coppin fue acusada de gran indecencia. No se dio más información, pero Coppin fue más cautelosa en sus expresiones.
Participó activamente en la vida cultural francesa en Brujas y Bruselas. Contribuyó en periódicos locales como el Journal de Bruges y Le Carillon en Ostende. Dio conferencias en asociaciones culturales como Cercle Littéraire Excelsior o Chat Noir. Se desempeñó como secretaria del Sindicato de Prensa en Brujas, especialmente designado para entretener a los visitantes británicos, por ejemplo, en 1902 cuando un grupo de periodistas ingleses visitó la exposición de Primitivos flamencos en Brujas.
Algunos ciudadanos de Brujas se escandalizaron cuando Coppin montó en bicicleta por las calles de la ciudad con las faldas recortadas en cada tobillo para que funcionaran como pantalones. La bicicleta fue considerada por las feministas y sufragistas del siglo XIX como una "máquina de libertad" para las mujeres que contribuyen a la emancipación femenina. "¿Una mujer en bicicleta? ¡Desvergonzada! ”, Dijeron algunas personas conmocionadas en Brujas según un artículo de noticias australiano publicado en 1937. Al igual que Amelia Bloomer, Coppin ideó una prenda cómoda y cómoda similar a un pantalón para que las mujeres la utilizaran para montar en bicicleta.
En 1914 con el estallido de la guerra, Coppin huyó a Inglaterra, donde enseñó francés hasta su muerte en 1931.
Coppin era una adepta de la antroposofía y la teosofía, algo evidente en sus novelas. Recibió el premio Orient Star, una orden fundada en 1914 por Rudolf Steiner y Helena Blavatsky .
Tras casi un siglo en el olvido, Marguerite Coppin gozó de un renovado interés y de la reedición de algunas de sus obras.

## Publicaciones
- Ressort cassé, 1889, feministist novel, Brussels, Kistemaekers, 1889, reedited by Mirande Lucien, Brussels, 2011.
- Le Troisième Sexe followed by Hors Sexe, Brussels, Kistemaekers, 1890, reedition of Hors Sexe by Mirande Lucien, Brussels, 2012.
- Solesme sceul aymé, 1891, novel.
- Le charme de Bruges, 1892, novel.
- Initiation, 1895, Brussels, Weissenbruch.
- Poèmes de femme, 1896, Bruges.
- Maman et autres poèmes, 1898, Ostend, Bouchery.
- Initiation nouvelle, 1898, novel.
- Le triomphal amour, 1899, novel, Ostend, Bouchery.
- Contes sur l'histoire de Belgique, 1905, Ostend, Bouchery.
- Monsieur Benoiton, docteur, 1909, novel, Liège, Société belge d'édition.
- Nouveaux poèmes, 1911, Ostend, Bouchery.
- Némésis, novel.
- Le livre du bonheur.